# Омар Гонсалес
Омар Гонсалес (англ. Omar Gonzalez, нар. 11 жовтня 1988, Даллас) — американський футболіст, захисник клубу «Лос-Анджелес Гелаксі» та національної збірної США.
У складі збірної — володар Золотого кубка КОНКАКАФ.

## Клубна кар'єра
Народився 11 жовтня 1988 року в місті Даллас.
У професійному футболі дебютував 2009 року виступами за команду клубу «Лос-Анджелес Гелаксі», гравцем якого став 2009 року за результами драфту команд MLS.
У січні 2012 року був відданий у короткотермінову оренду до німецького «Нюрнберга». Під час одного з перших тренувань у Німеччині отримав травму і був змушений повернутися до США. Після проведення операції та відновлювального періоду у липні 2012 року поновив виступи за «Лос-Анджелес Гелаксі».

## Виступи за збірні
2005 року дебютував у складі юнацької збірної США, взяв участь у 2 іграх на юнацькому рівні. 2007 року залучався до складу молодіжної збірної США. На молодіжному рівні зіграв у 3 офіційних матчах, забив 2 голи.
2010 року дебютував в офіційних матчах у складі національної збірної США. Наразі провів у формі головної команди країни 18 матчів. У складі збірної був учасником розіграшу Золотого кубка КОНКАКАФ 2013 року у США, здобувши того року титул континентального чемпіона.
У травні 2014 року включений головним тренером збірної США Юргеном Клінсманном до заявки національної команди для участі у чемпіонаті світу 2014.

## Титули і досягнення
- Володар Золотого кубка КОНКАКАФ: 2013, 2017
- Срібний призер Золотого кубка КОНКАКАФ: 2019